# Án văn tự đời Thanh
Dưới triều nhà Thanh (1644-1911), đã xảy ra hai vụ án lớn có liên quan đến văn tự, làm liên lụy nhiều người, đó là vụ án Minh Sử và vụ án Điềm kiềm ký văn trong lịch sử Trung Quốc.

## Vụ án Minh Sử
Vụ án Minh Sử xảy ra ở khu vực Hàng Châu, Chiết Giang, kéo dài từ năm đầu năm 1662 cho đến năm 1663, dưới thời vua Thanh Thánh Tổ, tức là Khang Hi.
Theo nghiên cứu của Vũ Đức Sao Biển, thì mặc dù vụ án xảy ra dưới triều vua Khang Hi, nhưng khi ấy nhà vua mới lên nối ngôi và tuổi hãy còn nhỏ (8 tuổi), nên mọi việc trong ngoài đều do Ngao Bái (một Tứ mệnh đại thần) trực tiếp xử lý...Rất may là Khang Hi đã kịp thời bắt giữ viên quan này, thi hành một chính sách khoan hòa với người Hán, sửa sai những tội lỗi của tổ tiên trước đây. Ông được người Hán xưng tụng là một minh quân nhân từ và mặc cảm Hán-Mãn đã được giải tỏa...

### Nguyên nhân
Thời đầu nhà Thanh, để duy trì được quyền lực, nhà cầm quyền đã áp dụng một chính sách độc tài, nặng về trấn áp và trừng trị. Hai biến động quan trọng nhất mang tính chất răn đe, đó là là vụ Thuế ở Giang Nam (1661) và vụ án Minh Sử.
GS. Phan Khoang, viết:
Nhà Thanh biết rằng người Trung Quốc ắt phản kháng họ, mà nếu có phản kháng thì do các phần tử trí thức lãnh đạo. Vì vậy đối với giới này, họ dùng nhiều thủ đoạn mà một trong số đó là việc mở rộng nhà lao mà đời gọi là ngục văn tự để trấn áp sĩ khí. Có thể nói rằng bấy giờ người Trung Quốc không có tự do ngôn luận...

### Diễn biến
Tuy lời kể trong mỗi sách có khác nhau một vài chi tiết, nhưng đại để sự việc xảy ra như sau:
Vào cuối đời Minh, Chu Quốc Trinh (1557-1632), đỗ Tiến sĩ năm 1589, làm quan tới chức Thượng thư bộ Lễ kiêm Nội các đại học sĩ rồi thăng Tướng quốc (Thủ Phụ), nhưng vì không theo phe đảng của hoạn quan Ngụy Trung Hiền nên từ quan về ở Nam Tầm tỉnh Chiết Giang.
Họ Chu đã dày công soạn thảo một bộ sử về thời Minh trong đó có nhiều phần khác nhau: Hoàng Minh Đại Sử Ký, Hoàng Minh Đại Chính Ký, Hoàng Minh Đại Huấn Ký và đã được lần lượt in ra. Riêng bộ sau cùng Minh Lịch Triều Chư Thần Truyện chưa soạn xong thì ông mất. Gia cảnh ngày càng xuống dốc nên con cháu phải đem bộ bản thảo dở dang của ông bán cho một phú gia ở Nam Tầm là Trang Doãn Thành.
Trang Doãn Thành có một người con trai trưởng tên là Trang Đình Long, đỗ sinh viên, nhưng sau đó mắt bị lòa. Sau khi nghe đọc bộ bản thảo trên, Trang Đình Long đã cho mời nhiều nho sĩ đất Giang Nam như Mao Nguyên Minh, Phan Sinh Chương, Ngô Viêm... tổng cộng mười tám người đến tiếp tay để tu chỉnh và tăng bổ mấy tháng mới làm xong sách.
Bộ sách này có tên là Minh Sử Kỷ Lược, nhưng chưa kịp xuất bản thì Trang Đình Long mất vào khoảng đầu năm 1660.
Thể theo ước nguyện của con, cuối năm đó, Trang Doãn Thành cho người khắc in sách. Nhưng trước khi phát hành, một bản đã gửi về bộ Lễ để xin phép vào tháng Giêng năm 1661, và đã được phê là "không có gì đáng ngại". Tuy nhiên, chỉ một thời gian sau khi sách được phổ biến rộng rãi, thì bị các quan lại đia phương moi móc ra những điều "cấm kỵ" để vòi vĩnh tiền bạc của Trang Doãn Thành, trong số đó có Ngô Chi Vinh, làm quan huyện Quy An, vừa bị bãi chức vì tội tham nhũng.
Điều cấm kỵ đó là những vị quan thời đầu của nhà Thanh chẳng hạn như Đa Nhĩ Cổn lại không được gọi là Nhiếp Chính Vương mà vẫn dùng tên riêng, niên hiệu trong sách cũng sử dụng niên hiệu triều Minh. Trong sách có một đoạn viết về vụ Mãn Châu chiếm Trung Hoa có giọng ai oán. Chê trách sử quan nhà Minh là Thượng Khả Hỉ, Cảnh Thân Minh và những tướng lãnh nhà Minh là Khổng Hữu Đức, Cảnh Tinh Trung, là những kẻ đầu hàng v.v...
Mặc dù sau đó Trang Doãn Thành đã nghe lời viên đề lại ở phủ Tùng Khôi tướng quân là Trình Duy Phiên, nhờ người sửa chữa gắp rồi khẩn cho in lại và đồng thời cho thu hồi tất cả bản in lần đầu, nhưng Ngô Chi Vinh vẫn cố tình tìm ra và đem dâng bản in cũ để lập công.
Mượn cớ này, đầu năm 1662, Ngao Bái cử hai khâm sai từ Bắc Kinh xuống Hàng Châu và Chiết Giang, đem theo mấy trăm binh sĩ, bắt giam hết những người có liên quan để tra xét.
Theo lời kể của các tác giả, thì ngay sau đó toàn gia họ Trang bị giải về kinh. Trang Doãn Thành ở trong ngục chịu đánh đập không nổi nên đã tự sát trong ngục. Trang Đình Long chết rồi cũng bị quật mồ lên chịu tội phanh thây. Cả nhà họ Trang mấy chục người, từ mười lăm tuổi trở lên đều bị xử trảm, vợ con thì bị đày đi Phiên Dương, hoặc làm nô tì cho các kỳ binh Mãn Châu.
Tiền Lễ bộ thị lang Lý Lệnh Triết là người đề tựa sách thì bị xử lăng trì, bốn người con đều bị xử trảm. Hàng Châu tướng quân Tùng Khôi, Tuần phủ Chiết Giang Chu Xương Tô, Án sát Lý Hoán, Huấn đạo Triệu Trinh Đồng, Học chính Hồ Thượng Hành, Đề đốc Lương Hóa Phong, Thủ đạo Trương Võ Liệt, v.v... tùy theo tội nặng nhẹ mà bị giam hoặc bị giết chết.
Hai Huấn đạo mới ở huyện Quy An bị quy tội "biết việc mà che giấu", "xử lý công việc tuỳ tiện", nên đều bị xử tội treo cổ chết, trong đó Đàm Hi Mẫn mới làm quan được 3 tháng, Vương Triệu Trinh chỉ mới được chưa đầy nửa tháng.
Đề lại Trình Duy Phiên phủ vì tội bày mưu và bao che nên bị xử lăng trì giữa chợ. Còn nhóm thợ khắc chữ như Dương Đạt Phổ, Lý Tường Phổ; người bán sách như Vương Vân Giao, Lục Đức Nho; những người mua và giấu sách như Tô Châu Thủy, Lý Thượng Bạch... cũng đều bị xử chém.
Trước đây khi đến xin tiền, Ngô Chi Vinh bị Chu Hựu Minh đuổi đi; nhân dịp này Chi Vinh cũng cung khai với pháp ty phụ trách vụ án rằng cuốn sách có ghi rõ chiếu theo "Chu thị nguyên cảo thêm bớt nhuận sắc mà thành". Chi Vinh còn tán thêm là cái tên Chu Hựu Minh, hiển nhiên lòng vẫn còn tưởng nhớ đến nhà Minh, vì thế mà Chu Hựu Minh cùng năm đứa con trai đều bị chết chém.
Ngô Chi Vinh có công tố cáo nên được hưởng một nửa gia tài lớn của nhà họ Trang và Chu, ngoài ra còn ông được phục hồi quan chức, rồi làm đến Hữu thiên Đô Ngự sử. Năm 1665, Ngô Chi Vinh đột nhiên mắc phải một loại bệnh lạ, toàn thân cứ lở loét ra mà chết.
Năm 1663, vụ án kết thúc, sau khi đã giết chết cả thảy 72 người, và số người bị phát vãng nơi biên thùy đến hơn 100.

### Hậu quả
Biểu hiện tập trung của chính sách tàn bạo và khủng bố dân tộc của nhà cầm quyền Mãn Thanh là các vụ: Mười ngày thảm sát Dương Châu (Dương Châu thập nhật), Ba lần làm cỏ gia định (Gia Định tam đồ). và vụ án Minh Sử...
Hậu quả, giống như các vụ án văn tự xảy ra đầu đời Minh, là trong vòng tám mươi năm, một lượng lớn những tác phẩm tầm thường vô vị, tô son điểm phấn cho giai cấp thống trị, cho giai cấp địa chủ ra đời. 
Tuy nhiên, điểm khác nhau là vào thời kỳ này cũng đã có được một số tác phẩm phản ánh cuộc sống nghèo khổ của nông dân và phản đối sự bức hại chủng tộc, như: Liêu trai chí dị của Bồ Tùng Linh, Thủy hử hậu truyện của Trần Thẩm, Thuyết Nhạc toàn truyện của Tiền Thái, Trường sinh điện của Hồng Thăng, Mạc Lăng Xuân của Ngô Vĩ Nghiệp, thơ ca của Cố Viêm Vũ, Khuất Đại Quân...
Theo học giả Nguyễn Hiến Lê, nhờ đầu đời Thanh, có những vua như Khang Hi, Càn Long, vừa giỏi võ bị, vừa trọng văn hóa. Họ khôn khéo hơn các vua đầu đời Nguyên. Họ vừa cho mở nhiều khoa thi để thu dùng những kẻ sĩ, vừa cấm lập xã (đoàn thể), lập hội. Kẻ nào có giọng chê bai nhà Thanh, nhất là trong sách vở thì đều bị tử hình, mà vụ án đã làm 70 người bị chết chỉ vì cuốn Minh Sử có phạm đến điều húy kị...là một minh chứng.

## Vụ án Điềm kiềm ký văn
Đới Danh Thế (1653-1713), một danh sĩ ở Đồng Thành, sau khi đọc xong bộ sách Điềm Kiềm ký văn của Tiến sĩ Phương Hiếu Tiêu (lúc này đã mất), đã phát hiện được một số ghi chép không đúng sự thật và ông quyết tâm tìm thêm sử liệu để khảo đính lại. Nguyên nhân vụ án phát xuất từ ý định đó.

### Phương Hiếu Tiêu và sách Điềm kiềm ký văn
Phương Hiếu Tiêu (chưa rõ năm sinh, năm mất và quê quán) còn có tên là Phương Huyên Thành, tự là Hiếu Tiêu, lại còn có hiệu là Lâm Cương. Ông thi đỗ Tiến sĩ năm nào chưa rõ, được bổ làm Thị Độc học sĩ.
Năm Thuận Trị thứ 11 (1654), ông lại được cử làm mưu sĩ cho nhà vua, và rất được quý trọng. Năm Thuận Trị thứ 14 (1657), Phương Du là ngườì Đồng Thành được mời làm Chủ khảo kỳ thi Hương ở Giang Nam.
Vì tư lợi, Phương Du lấy đỗ bất công, làm cho sĩ tử ở đây vô cùng phẫn nộ. Trong số đỗ có con của Phương Củng Càn là đồng tông với Phương Du, và người em trai thứ năm của Phương Hiếu Tiêu là Phương Chương Thành.
Không lâu sau, Cấp sự trung âm Ứng Tíết dâng biểu tố cáo Phương Chương Thành thi đỗ là do đút lót. Vua Thuận Trị xem xong vô cùng tức giận bèn cho cách chức Chủ khảo Phương Du và Tiền Khai Tôn cùng toàn bộ các quan coi việc chấm thi. Lại ra lệnh bắt Phương Chương Thành, Phương Củng Càn về kinh tra xét.
Tháng 3 năm Thuận Trị thứ 15 (1658), nhà vua cho sát hạch lại số cử nhân do Phương Du chấm đỗ, rồi công nhận 24 người đủ tư cách, xoá tên 14 người. Không lâu sau với tội danh "mua bán thi cử làm rối kỷ cương", Phương Du và Tiền Khai Tôn bị chém đầu, còn các quan đồng khảo khác đều bị xử treo cổ.
Phương Chương Thành và 8 sĩ tử khác bị phạt đánh 40 gậy trước công đường, bị tịch thu gia sản, cả nhà phải lưu đày đi Ninh Cổ Tháp. Tiến sĩ Phương Hiếu Tiêu cũng bị lưu đày theo.
Khi Khang Hi lên ngôi ra lệnh đại xá thiên hạ (1662), cha con Phương Hiếu Tiêu mới được cho về quê.
Năm Khang Hi thứ 12 (1673), Phương Hiếu Tiêu đi du ngoạn xuống phía Nam, nhưng đến nơi thì gặp lúc Bình Tây Vương Ngô Tam Quế khởi binh chống lại nhà Thanh ở Vân Nam. Phương Hiếu Tiêu lại bị Ngô Tam Quế bắt giam. Ở trong ngục, Phương Hiếu Tiêu giả bệnh, nhân lúc lính canh không chú ý, ông trốn thoát được.
Lần ngao du này tuy gặp nạn, nhưng ông cũng thu thập được không ít sử liệu về chính quyền nhà Nam Minh. Về nhà, ông viết luôn quyển "Điềm Kiềm ký văn" ghi chép lại tương đối tỉ mỉ việc chính sự của vương triều này.

### Sách chưa xong, họa đã đến
Biết việc Đới Danh Thế muốn biên tập lại sách "Điềm Kiềm ký văn", học trò của ông là Xa Trạm, tình cờ gặp được một chứng nhân đó là Lê Tri, nên báo lại cho thầy.
Trước đây, Lê Tri từng làm quan trong triều và từng hầu hạ Quế vương Chu Do Lang (1646-1662). Năm Vĩnh Lịch thứ 15 (1661), Quế Vương bị Ngô Tam Quế hại, khiến Lê Tri phải chạy khỏi cung đình, rồi trở thành nhà sư đi khất thực khắp nơi. 
Mừng rỡ, nhưng Đới Danh Thế không gặp được Lê Tri vì nhà sư này đã đi xa. Sốt ruột vì công việc của mình bị chậm trễ, Đới Danh Thế viết thư nhờ Xa Trạm chép lại những gì đã nghe được từ Lê Tri rồi gửi đến cho ông.
Không lâu sau, Đới Danh Thế nhận được tài liệu, đem đối chiếu với sách "Điềm Kiềm ký văn" và đã phát hiện có nhiều sự kiện trái ngược nhau, nhưng vì ông không dám quyết nên cũng không thể thêm bớt được gì.
Đới Danh Thế còn có một học trò khác tên là Vưu Vân Ngạc, vì yêu văn bút của thầy, nên đã sao chép được hơn 100 bài văn của Đới Danh Thế.
Năm Khang Hi thứ 41 (1702), Vưu Vân Ngạc thu thập thêm những bản thảo của thầy đế khắc in. Do Đới Danh Thế ở Nam Sơn Cương, bèn lấy tên sách là "Nam Sơn tập ngẫu sao", gọi tắt là "Nam Sơn tập".
Năm Đới Danh Thế 52 tuổi (1705), ông mới bắt đầu đi thi Hương ở phủ Thuận Thiên và đã đỗ đạt. Bốn năm sau, ông lại đi thi Hội và đỗ Đệ nhất danh cống sĩ. Vào thi Đình lại đỗ Giáp đệ nhị danh tức Bảng nhãn và được phong chức Biên tu Hàn Lâm viện.
Lúc đó, con của Tả Đô Ngự sử Triệu Thân Kiều là Triệu Hùng Chiêu lại đỗ Trạng nguyên, mọi người xôn sao bàn tán, cho rằng tài học của Đới Danh Thế trội hơn Triệu Hùng Chiêu, việc Chiêu đỗ trạng chắc là nhờ Tả Đô Ngự sử Triệu Thân Kiều giúp đỡ.
Nghe được, Triệu Thân Kiều liền tìm cách dẹp tin đồn và ngầm tìm cớ triệt bỏ Đới Danh Thế.
Năm Khang Hi thứ 50 (1711), Triệu Thân Kiều dùng quyển "Dữ Dư Sinh thư" trong "Nam Sơn tập" để dâng sớ tố cáo Đới Danh Thế, phạm tội phóng túng ngông cuồng, bất cẩn, mục đích cuối cùng là tạo nên sách phản và trục lợi. Khang Hi tiếp biểu xong, giao ngay cho bộ Hình nhanh chóng tra xét.
Thế là hai họ Phương và Đới cùng tất cả những người tham gia in ấn, đề tựa sách "Nam Sơn tập" đều bị bắt giữ. Mấy ngày sau, bộ Hình dâng báo cáo lên nhà vua.
Căn cứ tấu biểu của bộ Hình, vua Khang Hi cho rằng vụ án quá nghiêm trọng, bèn triệu tập Cửu khanh nghị án, đồng thời ra chiếu chỉ rằng:
Họ Phương trong vụ án đều là một lũ phản loạn. Phương Quang Thêm đầu hàng theo Ngô Tam Quế làm ngụy tướng, Phương Hiếu Tiêu cũng từng làm sứ giả (thật ra là bị bắt giam) cho Ngô Tam Quế. Dòng họ này quyết không thể để lại được.
Căn cứ vào ý chỉ của Vua, Hình bộ thượng thư và Cửu Khanh đồng đưa ra ý kiến:
Phương Hiếu Tiêu mắc bệnh cuồng điên, đáng thương đã viết "sách nghịch" lại đến Đới Danh Thế cố tình vận dụng sai thêm rồi cho in ấn phát hành, lưu truyền. Trong sách có nhiều câu chữ ngông cuồng, bất chấp trung hiếu đại nghĩa. Đây là quốc pháp, Phạm vào tội trời đất khó dung phải xét xử trừng phạt nghiêm khắc.
Theo đề nghị của bộ Hình thì phải có hơn 300 người chịu án. Phạt như thế thì quá nặng và phạm vi liên luỵ cũng quá rộng, không có lợi cho việc nhà Thanh đang mua chuộc lòng người.
Sau khi cân nhắc, năm 1713, vua Khang Hi ra quyết định cuối cùng: Xử chém Đới Danh Thế, Lưu đày hai họ Phương, Đới đi Hắc Long Giang, những người như Vưu Vân Ngạc, Phương Bao... bị giam vào Bát kỳ.
Việc xử lần này so với vụ án Minh Sử cách đây 50 năm thì đã rộng lượng hơn nhiều. Đây có thể do những năm cuối đời Khang Hy, việc chính sự và xã hội đã khá ổn định. Trong tình thế như vậy, vương triều nhà Thanh cũng không cần phải giết chóc để thị uy nữa.